# شوتزينفيرين

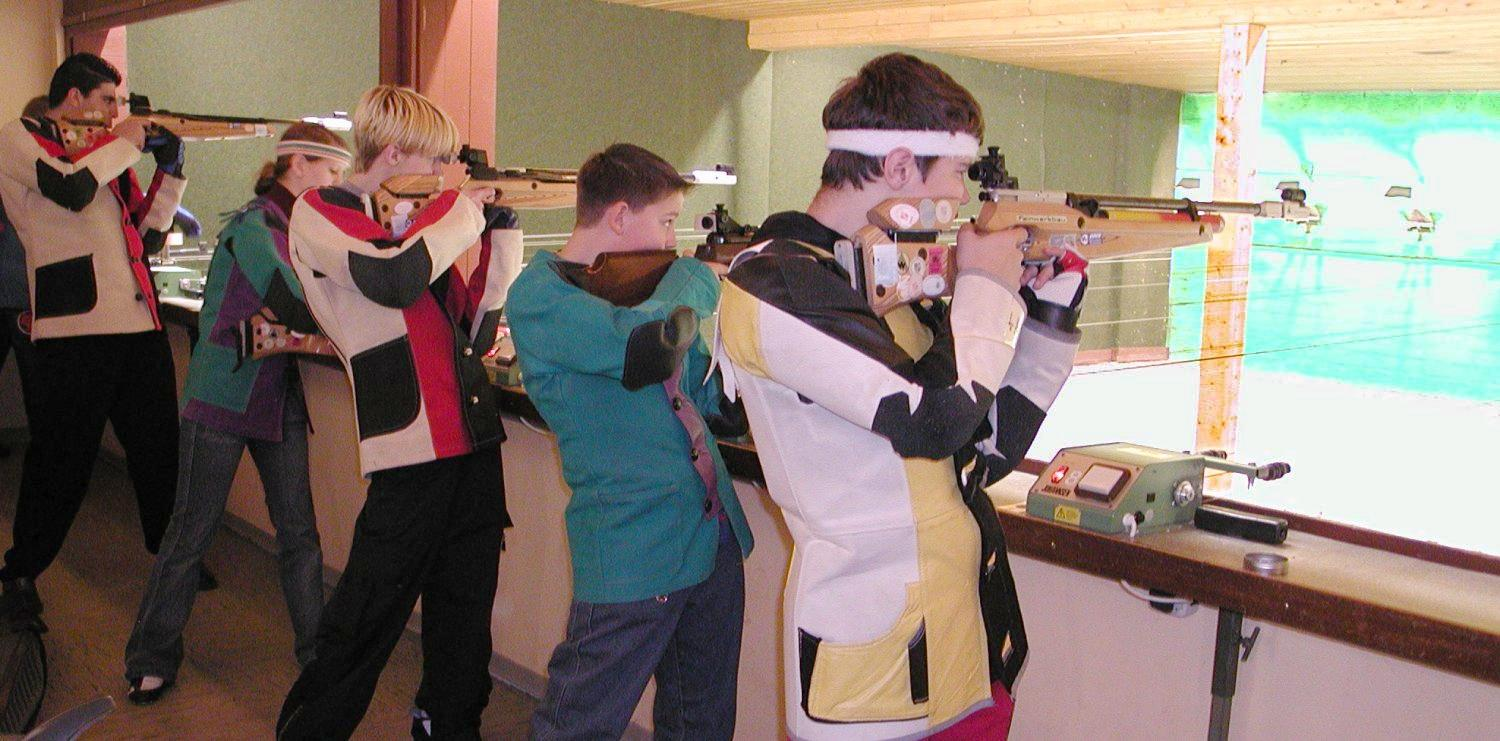

شوتزينفيرين جمعية تطوعية محلية موجودة في البلدان الناطقة بالألمانية تهتم بالرماية كرياضة، وغالبًا ما تستهدف الرماية للقواعد الأولمبية أو بالأسلحة التاريخية. على الرغم من نشأتها كميليشيا، إلا أنها ليس لها جوانب عسكرية، وفي كثير من الحالات غالبًا ما يكون له هدف اجتماعي أكثر من الرياضة.

## الأصول
نشأت هذه الجمعيات في مدن حكم ذاتي من أواخر العصور الوسطى كشكل من أشكال ميليشيات المواطنين بشكل أساسي للدفاع عن المدينة.

## ألمانيا
يوجد في ألمانيا أكثر من 15000 شوتزينفيرين، ومعظمها تابع لمنظمة «Deutscher Schützenbund» (اتحاد ماركمان الألماني، DSB). تم تأسيس DSB في عام 1861 في غوتا وأحيى في عام 1951 في فرانكفورت بعد الحرب العالمية الثانية. أعضاء DSB البالغ عددهم 1500000 يجعلها ثالث أكبر منظمة رياضية في ألمانيا.
[. . . ]
ينظم كل شوتزينفيرين أحداث إطلاق النار، بما في ذلك على الأقل مهرجان Schützenfest السنوي. قد تشمل الأسلحة المستخدمة بنادق الهواء، ومسدسات الهواء، وأسلحة التجويف الصغيرة والنشاب.

## سويسرا
شكل المستوطنون الألمان الأستراليون في أستراليا أيضًا Schuetzenvereins ولا سيما في جنوب أستراليا حيث تدير الجمعيات الألمانية الأسترالية Schützenfestin Adelaide.